# Macrobiotus ovostriatus
Macrobiotus ovostriatus är en djurart som tillhör fylumet trögkrypare, och som beskrevs av Giovanni Pilato och Patanè 1998. Macrobiotus ovostriatus ingår i släktet Macrobiotus och familjen Macrobiotidae. Inga underarter finns listade i Catalogue of Life.